# Gran Premio motociclistico del Giappone 2007
Il Gran Premio motociclistico del Giappone 2007 corso il 23 settembre, è stato il quindicesimo Gran Premio della stagione 2007 e ha visto vincere: nella MotoGP la Ducati di Loris Capirossi, nella classe 250 la KTM di Mika Kallio e nella classe 125 l'Aprilia di Mattia Pasini.
Casey Stoner ottiene, con il sesto posto di questa gara, il primo titolo mondiale della sua carriera, visto anche il tredicesimo posto di Valentino Rossi, suo diretto avversario per il titolo. Al termine di una corsa caratterizzata delle avverse condizioni climatiche, vinse Loris Capirossi, il primo che aveva attuato il cambio di motocicletta.

## MotoGP

### Qualifiche
| Pos | Pilota                     | Tempo    |
| --- | -------------------------- | -------- |
| 1.  | Daniel Pedrosa (Honda)     | 1:45.864 |
| 2.  | Valentino Rossi (Yamaha)   | 1:46.255 |
| 3.  | Nicky Hayden (Honda)       | 1:46.575 |
| 4.  | Randy de Puniet (Kawasaki) | 1:46.843 |
| 5.  | Toni Elías (Honda)         | 1:46.824 |
| 6.  | Anthony West (Kawasaki)    | 1:46.912 |
| 7.  | Colin Edwards (Yamaha)     | 1:46.997 |
| 8.  | Loris Capirossi (Ducati)   | 1:47.047 |
| 9.  | Casey Stoner (Ducati)      | 1:47.121 |
| 10. | Marco Melandri (Honda)     | 1:47.136 |
| 11. | John Hopkins (Suzuki)      | 1:47.163 |
| 12. | Shin'ya Nakano (Honda)     | 1:47.295 |
| 13. | Kōsuke Akiyoshi (Suzuki)   | 1:47.316 |
| 14. | Carlos Checa (Honda)       | 1:47.334 |
| 15. | Alex Barros (Ducati)       | 1:47.366 |
| 16. | Makoto Tamada (Yamaha)     | 1:47.714 |
| 17. | Chris Vermeulen (Suzuki)   | 1:47.914 |
| 18. | Sylvain Guintoli (Yamaha)  | 1:48.085 |
| 19. | Akira Yanagawa (Kawasaki)  | 1:48.569 |
| 20. | Shin'ichi Itō (Ducati)     | 1:49.568 |
| 21. | Kurtis Roberts (KR212V)    | 1:50.035 |

### Gara

#### Arrivati al traguardo
| Pos | Nº | Pilota           | Squadra              | Motocicletta | Giri | Tempo     | Griglia | Punti |
| --- | -- | ---------------- | -------------------- | ------------ | ---- | --------- | ------- | ----- |
| 1   | 65 | Loris Capirossi  | Ducati Marlboro      | Ducati       | 24   | 47:05.484 | 8       | 25    |
| 2   | 14 | Randy de Puniet  | Kawasaki Racing      | Kawasaki     | 24   | +10.853   | 4       | 20    |
| 3   | 24 | Toni Elías       | Honda Gresini        | Honda        | 24   | +11.526   | 5       | 16    |
| 4   | 50 | Sylvain Guintoli | Dunlop Yamaha Tech 3 | Yamaha       | 24   | +12.192   | 18      | 13    |
| 5   | 33 | Marco Melandri   | Honda Gresini        | Honda        | 24   | +28.569   | 10      | 11    |
| 6   | 27 | Casey Stoner     | Ducati Marlboro      | Ducati       | 24   | +31.179   | 9       | 10    |
| 7   | 13 | Anthony West     | Kawasaki Racing      | Kawasaki     | 24   | +50.001   | 6       | 9     |
| 8   | 4  | Alex Barros      | Pramac d'Antin       | Ducati       | 24   | +52.343   | 15      | 8     |
| 9   | 1  | Nicky Hayden     | Repsol Honda         | Honda        | 24   | +53.629   | 3       | 7     |
| 10  | 21 | John Hopkins     | Rizla Suzuki         | Suzuki       | 24   | +59.715   | 11      | 6     |
| 11  | 71 | Chris Vermeulen  | Rizla Suzuki         | Suzuki       | 24   | +1:02.804 | 17      | 5     |
| 12  | 6  | Makoto Tamada    | Dunlop Yamaha Tech 3 | Yamaha       | 24   | +1:09.313 | 16      | 4     |
| 13  | 46 | Valentino Rossi  | Fiat Yamaha          | Yamaha       | 24   | +1:09.699 | 2       | 3     |
| 14  | 5  | Colin Edwards    | Fiat Yamaha          | Yamaha       | 24   | +1:11.735 | 7       | 2     |
| 15  | 72 | Shin'ichi Itō    | Pramac d'Antin       | Ducati       | 24   | +1:12.290 | 20      | 1     |
| 16  | 56 | Shin'ya Nakano   | Konica Minolta Honda | Honda        | 24   | +1:32.979 | 12      |       |
| 17  | 87 | Akira Yanagawa   | Kawasaki Racing      | Kawasaki     | 23   | +1 giro   | 19      |       |
| 18  | 7  | Carlos Checa     | Honda LCR            | Honda        | 23   | +1 giro   | 14      |       |

#### Ritirati
| Nº | Pilota          | Squadra      | Motocicletta | Giri | Griglia |
| -- | --------------- | ------------ | ------------ | ---- | ------- |
| 64 | Kōsuke Akiyoshi | Rizla Suzuki | Suzuki       | 20   | 13      |
| 26 | Daniel Pedrosa  | Repsol Honda | Honda        | 14   | 1       |
| 80 | Kurtis Roberts  | Team Roberts | KR212V       | 1    | 21      |

### Classifiche

#### Classifica Piloti
| Pos. | Pilota           | Punti |
| ---- | ---------------- | ----- |
| 1.   | Casey Stoner     | 297   |
| 2.   | Valentino Rossi  | 214   |
| 3.   | Daniel Pedrosa   | 188   |
| 4.   | John Hopkins     | 154   |
| 5.   | Chris Vermeulen  | 150   |
| 6.   | Marco Melandri   | 148   |
| 7.   | Loris Capirossi  | 130   |
| 8.   | Nicky Hayden     | 112   |
| 9.   | Colin Edwards    | 108   |
| 10.  | Alex Barros      | 91    |
| 11.  | Toni Elías       | 87    |
| 12.  | Randy de Puniet  | 80    |
| 13.  | Alex Hofmann     | 65    |
| 14.  | Carlos Checa     | 54    |
| 15.  | Anthony West     | 54    |
| 16.  | Sylvain Guintoli | 43    |
| 17.  | Shin'ya Nakano   | 42    |
| 18.  | Makoto Tamada    | 37    |
| 19.  | Kurtis Roberts   | 10    |
| 20.  | Roger Lee Hayden | 6     |
| 21.  | Michel Fabrizio  | 6     |
| 22.  | Fonsi Nieto      | 5     |
| 23.  | Olivier Jacque   | 4     |
| 24.  | Kenny Roberts Jr | 4     |
| 25.  | Shin'ichi Itō    | 1     |

#### Classifica Costruttori
| Pos. | Costruttore | Punti |
| ---- | ----------- | ----- |
| 1.   | Ducati      | 324   |
| 2.   | Honda       | 255   |
| 3.   | Yamaha      | 251   |
| 4.   | Suzuki      | 207   |
| 5.   | Kawasaki    | 114   |
| 6.   | KR212V      | 14    |

#### Classifica Squadre
| Pos. | Squadra              | Punti |
| ---- | -------------------- | ----- |
| 1.   | Ducati Marlboro      | 427   |
| 2.   | Fiat Yamaha          | 322   |
| 3.   | Rizla Suzuki         | 308   |
| 4.   | Repsol Honda         | 300   |
| 5.   | Honda Gresini        | 241   |
| 6.   | Pramac d'Antin       | 157   |
| 7.   | Kawasaki Racing      | 141   |
| 8.   | Dunlop Yamaha Tech 3 | 80    |
| 9.   | Honda LCR            | 54    |
| 10.  | Konica Minolta Honda | 42    |
| 11.  | Team Roberts         | 14    |

## Classe 250

### Arrivati al traguardo
| Pos | Nº | Pilota            | Squadra                      | Motocicletta | Giri | Tempo     | Griglia | Punti |
| --- | -- | ----------------- | ---------------------------- | ------------ | ---- | --------- | ------- | ----- |
| 1   | 36 | Mika Kallio       | Red Bull KTM                 | KTM          | 23   | 48:28.585 | 5       | 25    |
| 2   | 34 | Andrea Dovizioso  | Kopron Team Scot             | Honda        | 23   | +4.893    | 2       | 20    |
| 3   | 80 | Héctor Barberá    | Toth Aprilia                 | Aprilia      | 23   | +21.527   | 4       | 16    |
| 4   | 55 | Yūki Takahashi    | Kopron Team Scot             | Honda        | 23   | +23.488   | 8       | 13    |
| 5   | 3  | Alex De Angelis   | Master - Mapfre Aspar        | Aprilia      | 23   | +25.378   | 9       | 11    |
| 6   | 60 | Julián Simón      | Repsol Honda                 | Honda        | 23   | +42.264   | 7       | 10    |
| 7   | 58 | Marco Simoncelli  | Metis Gilera                 | Gilera       | 23   | +48.782   | 12      | 9     |
| 8   | 4  | Hiroshi Aoyama    | Red Bull KTM                 | KTM          | 23   | +57.782   | 6       | 8     |
| 9   | 73 | Shūhei Aoyama     | Repsol Honda                 | Honda        | 23   | +1:09.049 | 1       | 7     |
| 10  | 12 | Thomas Lüthi      | Emmi - Caffe Latte Aprilia   | Aprilia      | 23   | +1:10.837 | 10      | 6     |
| 11  | 1  | Jorge Lorenzo     | Fortuna Aprilia              | Aprilia      | 23   | +1:13.035 | 3       | 5     |
| 12  | 76 | Seijin Oikawa     | Will Access With Plus Myu    | Yamaha       | 23   | +1:26.371 | 28      | 4     |
| 13  | 16 | Jules Cluzel      | Angaia Racing                | Aprilia      | 23   | +1:36.236 | 25      | 3     |
| 14  | 75 | Yōichi Ui         | Malossi & Spruce & Pro-Tec   | Yamaha       | 23   | +1:47.098 | 17      | 2     |
| 15  | 19 | Álvaro Bautista   | Master - Mapfre Aspar        | Aprilia      | 23   | +1:50.081 | 11      | 1     |
| 16  | 15 | Roberto Locatelli | Metis Gilera                 | Gilera       | 23   | +1:58.741 | 13      |       |
| 17  | 41 | Aleix Espargaró   | Blusens Aprilia Germany      | Aprilia      | 23   | +2:06.782 | 22      |       |
| 18  | 10 | Imre Tóth         | Toth Aprilia                 | Aprilia      | 23   | +2:10.415 | 23      |       |
| 19  | 50 | Eugene Laverty    | Honda LCR                    | Honda        | 22   | +1 giro   | 21      |       |
| 20  | 77 | Yuki Hamamoto     | TEC-2 & Kyushukyoritsu Univ. | Yamaha       | 22   | +1 giro   | 26      |       |

### Ritirati
| Nº | Pilota              | Squadra                     | Motocicletta | Giri | Griglia |
| -- | ------------------- | --------------------------- | ------------ | ---- | ------- |
| 45 | Dan Linfoot         | Team Sicilia                | Aprilia      | 19   | 27      |
| 32 | Fabrizio Lai        | Campetella Racing           | Aprilia      | 17   | 15      |
| 20 | Takumi Takahashi    | Burning Blood Racing        | Honda        | 3    | 16      |
| 8  | Ratthapark Wilairot | Thai Honda PTT-SAG          | Honda        | 2    | 14      |
| 28 | Dirk Heidolf        | Kiefer - Bos - Sotin Racing | Aprilia      | 1    | 20      |
| 7  | Efrén Vázquez       | Blusens Aprilia             | Aprilia      | 0    | 24      |
| 17 | Karel Abraham       | Cardion AB Motoracing       | Aprilia      | 0    | 19      |
| 25 | Alex Baldolini      | Kiefer - Bos - Sotin Racing | Aprilia      | 0    | 18      |

## Classe 125

### Arrivati al traguardo
| Pos | Nº | Pilota             | Squadra              | Motocicletta | Giri | Tempo     | Griglia | Punti |
| --- | -- | ------------------ | -------------------- | ------------ | ---- | --------- | ------- | ----- |
| 1   | 75 | Mattia Pasini      | Polaris World        | Aprilia      | 21   | 46:29.900 | 1       | 25    |
| 2   | 14 | Gábor Talmácsi     | Bancaja Aspar        | Aprilia      | 21   | +2.985    | 3       | 20    |
| 3   | 55 | Héctor Faubel      | Bancaja Aspar        | Aprilia      | 21   | +22.405   | 4       | 16    |
| 4   | 63 | Mike Di Meglio     | Kopron Team Scot     | Honda        | 21   | +33.751   | 12      | 13    |
| 5   | 6  | Joan Olivé         | Polaris World        | Aprilia      | 21   | +37.351   | 7       | 11    |
| 6   | 24 | Simone Corsi       | Skilled Racing       | Aprilia      | 21   | +39.062   | 6       | 10    |
| 7   | 22 | Pablo Nieto        | Blusens Aprilia      | Aprilia      | 21   | +44.488   | 20      | 9     |
| 8   | 33 | Sergio Gadea       | Bancaja Aspar        | Aprilia      | 21   | +48.901   | 11      | 8     |
| 9   | 60 | Michael Ranseder   | Ajo Motorsport       | Derbi        | 21   | +50.672   | 21      | 7     |
| 10  | 29 | Andrea Iannone     | WTR No Alcol         | Aprilia      | 21   | +56.674   | 19      | 6     |
| 11  | 77 | Dominique Aegerter | Multimedia Racing    | Aprilia      | 21   | +1:03.588 | 26      | 5     |
| 12  | 52 | Lukáš Pešek        | Valsir Seedorf Derbi | Derbi        | 21   | +1:10.334 | 8       | 4     |
| 13  | 99 | Danny Webb         | De Graaf Grand Prix  | Honda        | 21   | +1:14.579 | 29      | 3     |
| 14  | 71 | Tomoyoshi Koyama   | Red Bull KTM         | KTM          | 21   | +1:19.549 | 2       | 2     |
| 15  | 17 | Stefan Bradl       | Blusens Aprilia      | Aprilia      | 21   | +1:23.255 | 13      | 1     |
| 16  | 20 | Roberto Tamburini  | Team Sicilia         | Aprilia      | 21   | +1:28.289 | 24      |       |
| 17  | 18 | Nicolás Terol      | Valsir Seedorf Derbi | Derbi        | 21   | +1:30.061 | 14      |       |
| 18  | 74 | Kazuma Watanabe    | Dydo Miu Racing      | Honda        | 21   | +1:30.554 | 32      |       |
| 19  | 34 | Randy Krummenacher | Red Bull KTM         | KTM          | 21   | +1:35.406 | 17      |       |
| 20  | 69 | Nayuta Mizuno      | TEC-2 & Ogiya        | Yamaha       | 21   | +1:42.793 | 36      |       |
| 21  | 7  | Alexis Masbou      | FFM Honda GP 125     | Honda        | 21   | +2:05.969 | 22      |       |
| 22  | 58 | Shōya Tomizawa     | Project Muy FRS      | Honda        | 17   | +4 giri   | 30      |       |

### Ritirati
| Nº | Pilota            | Squadra                    | Motocicletta | Giri | Griglia |
| -- | ----------------- | -------------------------- | ------------ | ---- | ------- |
| 53 | Simone Grotzkyj   | Multimedia Racing          | Aprilia      | 20   | 27      |
| 44 | Pol Espargaró     | Belson Campetella Aprilia  | Aprilia      | 17   | 16      |
| 59 | Iori Namihira     | Honda Suzuka Racing        | Honda        | 14   | 31      |
| 8  | Lorenzo Zanetti   | Team Sicilia               | Aprilia      | 12   | 18      |
| 38 | Bradley Smith     | Repsol Honda               | Honda        | 9    | 5       |
| 12 | Esteve Rabat      | Repsol Honda               | Honda        | 9    | 15      |
| 27 | Stefano Bianco    | WTR No Alcol               | Aprilia      | 8    | 23      |
| 95 | Robert Mureșan    | Ajo Motorsport             | Derbi        | 8    | 28      |
| 51 | Stevie Bonsey     | Red Bull KTM               | KTM          | 7    | 25      |
| 11 | Sandro Cortese    | Emmi - Caffe Latte Aprilia | Aprilia      | 7    | 10      |
| 15 | Federico Sandi    | Skilled Racing             | Aprilia      | 6    | 34      |
| 35 | Raffaele De Rosa  | Multimedia Racing          | Aprilia      | 5    | 9       |
| 57 | Yuuchi Yanagisawa | Metallico 18 Garage        | Honda        | 5    | 35      |
| 13 | Dino Lombardi     | Kopron Team Scot           | Honda        | 3    | 33      |